# Limfa

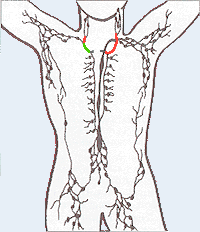
El sistema limfàtic.

La limfa és un líquid transparent que recorre els vasos limfàtics i generalment no té pigments. Es produeix després l'excés de líquid que surt dels capil·lars sanguinis a l'espai intersticial o intercel·lular, sent recollida pels capil·lars limfàtics que drenen a vasos limfàtics més gruixuts fins a convergir en conductes que es buiden a les venes subclàvies.
La limfa recorre el sistema limfàtic gràcies a febles contraccions dels músculs, de la pulsació de les artèries properes i del moviment de les extremitats. Si un vas pateix una obstrucció, el líquid s'acumula en la zona afectada, produint-se una inflor anomenada limfedema.
Aquest fluid està compost per un líquid clar pobre en proteïnes i ric en lípids, semblant a la sang, però amb la diferència que les úniques cèl·lules que conté són els glòbuls blancs, que migren dels capil·lars i procedeixen dels ganglis limfàtics, sense contenir hematies. També pot contenir microorganismes que, en passar pel filtre dels ganglis limfàtics, són eliminats. La limfa és menys abundant que la sang, es considera que hi ha aproximadament 2 litres de limfa, mentre que el volum de sang és d'uns 5 litres.

## Funcions
La limfa realitza tres funcions:
- Recollir i retornar el líquid intersticial a la sang.
- Defensar el cos contra els organismes patògens.
- Absorbir els nutrients de l'aparell digestiu i bolcar-los a les venes subclàvies.

La seva composició és similar a la del plasma sanguini i conté substàncies com:
- Proteïnes plasmàtiques
- Àcids grassos de cadena llarga (absorbits del contingut intestinal)
- Fibrinogen
- Cèl·lules hemàtiques
- Cèl·lules canceroses
- Gèrmens
- Restes cel·lulars i metabòlics

Els leucòcits, com els macròfags, limfòcits i granulòcits, són elements cel·lulars responsables de la defensa i reacció davant dels microorganismes i que s'afegeixen a la limfa procedents dels ganglis limfàtics. Aquests són, a més, estacions de filtratge de la limfa.

## Prelimfa
La prelimfa constitueix la càrrega limfàtica que es troba en els teixits i encara no ha penetrat a l'interior dels vasos limfàtics.

## Quantitat de limfa
La quantitat de limfa depèn de la circulació sanguínia. L'augment de la filtració capil·lar produeix un augment de quantitat. Davant tota dilatació capil·lar sanguínia per aplicació de calor o esforç muscular, es produeix un augment de la filtració i de la quantitat d'aquest líquid.
En el transcurs de 24 hores, circulen aproximadament de 2 a 2,4 litres de limfa (conducte toràcic). En aquells òrgans que sempre romanen actius, com ara cor, pulmó i glàndules, es produeix limfa contínuament. La limfa és afectada pel tabac, i té sabor amarg.